# Rogers Brubaker
Rogers Brubaker (geb. 1956 in Evanston, Illinois) ist ein US-amerikanischer Soziologe. Er ist Professor und UCLA Foundation Chair an der UCLA.

## Leben
Brubaker studierte Soziologie an der Columbia University und in Harvard sowie Soziologie und Politikwissenschaft an der University of Sussex. Von 1988 bis 1991 war er Junior Fellow an der Harvard–Universität, seit 1991 unterrichtet er an der UCLA. Er erhielt eine MacArthur Fellowship (1994–1999), einen Presidential Young Investigator Award von der amerikanischen National Science Foundation sowie Fellowships vom Center for Advanced Study in the Behavioral Sciences (1995–1996) von der John Simon Guggenheim Memorial Foundation (1999–2000) und vom Wissenschaftskolleg Berlin (2006–2007). 2009 wurde er in die American Academy of Arts and Sciences gewählt.
Brubaker spricht außer Englisch fließend Deutsch, Französisch und Ungarisch und kann ferner Niederländisch, Spanisch, Rumänisch und Russisch lesen.

## Forschung
Brubakers Forschungen befassen sich mit Sozialtheorie, Staatsbürgerschaft, Nationalismus, Ethnizität und soziologischer Theorie. Sein erstes Buch erforscht die Rolle der Rationalität im Werk Max Webers, seine Essays über Pierre Bourdieu machten diesen im englischsprachigen Raum bekannter. Sein 1992 erschienenes Buch Citizenship and Nationhood in France and Germany thematisierte die großen Unterschiede in der Gewährung der Staatsbürgerschaft für Migranten in Frankreich und Deutschland. Es bereitete vielen Studien über verschiedene Konzepte von Staatsbürgerschaft den Weg. In dem 1996 erschienenen Nationalism Reframed: Nationhood and the National Question in the New Europe vergleicht er die osteuropäischen Nationalismen der 1990er Jahre mit denen der Zeit nach dem Ersten Weltkrieg. In mehreren Essays, die in dem Sammelband Ethnicity without Groups zusammengefasst wurden, kritisiert er die vorherrschende Herangehensweise an Themen wie Nation und Ethnizität und versucht, alternative Methoden zu entwickeln. 2006 verfasste er eine Studie über rumänischen und ungarischen Nationalismus in Transsylvanien. In dem 2006 erschienenen Buch Nationalist politics and everyday ethnicity in a Transylvanian town wenden Brubaker und andere Autoren den konstruktivistischen Ansatz in der Nationalismusforschung auf die Stadt Cluj an, in der sie sich zu Forschungszwecken aufhielten.
Seine neuesten Werke thematisieren den Kontext für die gegenwärtige Politik der Differenz: in Grounds for Difference die Rückkehr der sozialen Ungleichheit, der Biologie und des Sakralen. In Trans: Gender and Race in an Age of Unsettled Identities behandelt er die Gleichsetzung von „Transgender“ und transracial (in etwa: zu verschiedenen „Rassen“ gehörend) in öffentlichen Debatten. Zur Zeit schreibt er über die paneuropäische und transatlantische populistische Bewegung.

## Rezeption
Seine Werke Citizenship and Nationhood in France and Germany und Ethnicity without Groups wurden ins Deutsche übersetzt, die deutschen Titel lauten: „Staats-Bürger“ und „Ethnizität ohne Gruppen“. In „Staats-Bürger“ thematisiert er den Unterschied zwischen dem deutschen ius sanguinis (vor dem Jahre 2000) und dem französischen ius soli bei der Vergabe der Staatsbürgerschaft und zeigt auf, dass erst eine Ergänzung des ius sanguinis durch das ius soli aus Deutschland einen „normalen“ westlichen Nationalstaat machen würde, der aus Prinzip und Recht den „homogenen“ zugunsten des „heterogenen Nationalstaats“ (Dahrendorf) überwindet. Ein Volk erzeugt sich selbst als Staatsvolk durch die Verabschiedung einer Verfassung von einer demokratisch gewählten Verfassunggebenden Versammlung. Unabhängig von diesem Akt der Verfassungsgebung haben Volk und Nation keine Existenz, sie sind zuallererst Rechtsbegriffe. In Frankreich ist das Staatsvolk der Volkssouverän, aber der Staat kein Volksstaat. Letzteres ist eine bis auf Herders Begriff des „Volksgeistes“ zurückgehende deutsche Ideologie und bis heute der deutsche Sonderweg in der Geschichte des öffentlichen Rechts. Es handelt sich dabei um einen Sonderweg, der mit modernem Rechtsstaat und moderner Demokratie an sich unvereinbar ist.
In „Ethnizität ohne Gruppen“ thematisiert Brubaker die Darstellung ethnischer, nationaler und „rassischer“ Gruppen bei Konflikten in Journalismus, Politik und Wissenschaft. Diese werden meist als in sich geschlossene Gruppen vorgestellt, einzelne individuelle und soziale Akteure wie politische oder religiöse Autoritäten werden nur selten benannt, dies nennt Brubaker „Gruppismus“. Damit übernehmen Politiker und Wissenschaftler die Sprache der Kämpfenden und tragen zur Verdinglichung von Ethnien, „Völkern“ und „Rassen“ bei. Brubaker fasst Gruppen demgegenüber als dynamisch konstruiert auf, sie sind Produkte sich wiederholender und kumulativer Prozesse des Kategorisierens, Codierens und Interpretierens. Er zeigt, dass Zusammengehörigkeitsgefühle keine Konstanten sind, sondern auch innerhalb konstruierter Gruppen variieren. Er fordert die konstruktivistische Soziologie auf, von der kognitiven Psychologie und der Ethnologie zu lernen, indem sie Ethnizität als ein kognitives Phänomen begreift, als eine Weise, die Welt zu sehen und zu deuten. Der kognitiven Ansatz bei der Erforschung von Ethnizität, den er befürwortet, fragt also danach, wie, wann und warum Menschen gesellschaftliche Erfahrungen in ethnischen, „rassischen“ oder nationalen Gesichtspunkten interpretieren, und nicht mehr: „Was ist eine Ethnie, Rasse oder Nation?“

## Werke (Auswahl)
- The Limits of Rationality: An Essay on the Social and Moral thought of Max Weber. Taylor & Francis, 1984, ISBN 0-04-301173-X.
- Citizenship and nationhood in France and Germany. Harvard University Press, 1992, ISBN 0-674-13178-9.
- Nationalism reframed: nationhood and the national question in the New Europe. Cambridge University Press, 1996, ISBN 0-521-57649-0.
- Ethnicity without groups. Harvard University Press, 2004, ISBN 0-674-01539-8.
- Nationalist politics and everyday ethnicity in a Transylvanian town. Princeton University Press, 2006, ISBN 0-691-12834-0. (Franz Sz. Horváth: Rezension. In: Südost–Forschungen. Band 67, 2008, S. 551–556. (recensio.net))
- Grounds for difference. Harvard University Press, 2015, ISBN 978-0-674-74396-0.
- Trans: Gender and Race in an Age of Unsettled Identities. Princeton University Press, 2016. (press.princeton.edu, Kurzvorstellung, englisch)
- Werkverzeichnis auf der Website der UCLA

Übersetzungen ins Deutsche
- Staats-Bürger. Deutschland und Frankreich im historischen Vergleich. aus dem Amerikanischen von Wiebke Schmaltz. Junius Verlag, Hamburg 1994, ISBN 3-88506-234-8.
- Ethnizität ohne Gruppen. Hamburger Edition, Hamburg 2007, ISBN 978-3-936096-84-2. Aus dem Englischen von Gabriele Gockel und Sonja Schuhmacher.